# Unión Evangélica Bautista de España
La Unión Evangélica Bautista de España es una asociación cristiana evangélica de iglesias bautistas que tiene su sede social en Madrid. Es miembro de la Alianza Bautista Mundial y de la Federación de Entidades Religiosas Evangélicas de España. 

## Historia

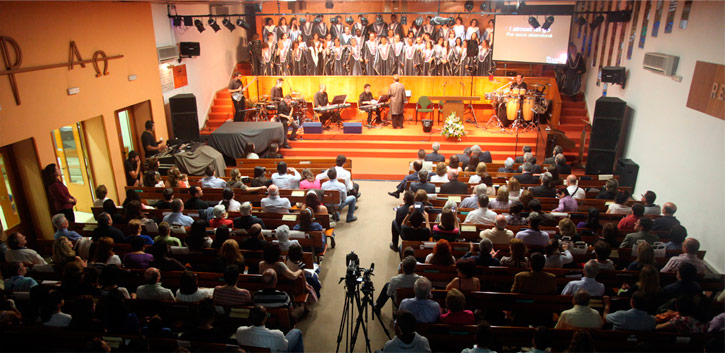
Servicio en la Primera Iglesia Evangélica Bautista de Madrid.

La unión tiene sus orígenes en el establecimiento de la primera Iglesia bautista en Madrid por William J. Knapp en 1870.
En 1888 se constituyó en Valencia la primera Iglesia Evangélica Bautista, dirigida por el pastor sueco Carlos Augusto Haglund. Iniciaba así una actividad estable y continuada entre los habitantes locales, más allá de la que ya había realizado en la zona portuaria de la ciudad entre los marineros en el barrio del Cabañal. En marzo de 1889 comenzaron a reunirse en la calle Portal de Valldigna, número 22, donde la congregación permanecerá durante el resto del ministerio de este misionero, que falleció en 1895. El 24 de octubre de 1908, siendo pastor Juan Uhr, se inauguró un templo, propiedad de la Iglesia, sito en la calle de la Palma 5 del barrio del Carmen.
En la década de 1920, varias misiones americanas de la Junta de Misiones Internacionales fundaron varias iglesias bautistas. En 1923, la unión es oficialmente fundada. En 1928, tuvo lugar la primera convención en las instalaciones valencianas de la calle de la Palma. En 2004, la unión contaba con 91 iglesias. Según un censo de la asociación, en 2023 dijo que tenía 175 iglesias y 11,438 miembros.

## Escuelas
En 1922, la Facultad de Teología de la Unión Evangélica Bautista de España se inauguró en Barcelona.

## Organización Misionera
La Convención tiene una organización misionera, Misiones Internacionales. 

## Programas sociales
Tiene una organización humanitaria, Ministerio de Obra Social. 